# Багери, Мохаммад (генерал)
Мохаммад Багери (перс. محمد باقری‎; 1960 или 1961, Тегеран, Шаханшахское Государство Иран — 13 июня 2025, Тегеран) — иранский военачальник, начальник Генштаба Вооружённых сил Ирана (2016—2025). Был военным командиром Корпуса стражей исламской революции. Генерал-майор иранских вооружённых сил.

## Биография

### Военная карьера
В 1979 году, будучи первокурсником инженерного факультета, участвовал в захвате посольства США в Тегеране. В 1980 году присоединился к Корпусу стражей исламской реаолюции.
Эксперт по военной разведке с опытом полевой работы в период ирано-иракской войны.
Имел докторскую степень по политической географии.
Преподавал политическую географию в Высшем национальном оборонном университете Генерального штаба в Тегеране.

### Начальник Генштаба иранской армии
28 июня 2016 года Высший руководитель Ирана Али Хаменеи назначил его на высший пост Начальника Генерального штаба Вооружённых сил Исламской Республики Иран, заменив генерала Хасана Фирузабади.
Говоря о войне с ИГИЛ в декабре 2016 года, Мохаммад Багери заявил, что в случае падения Багдада Иран готов к прямой интервенции на территории удерживаемые Халифатом.
Погиб от израильских ударов 13 июня 2025 года.

### Оценки
Мохаммад Багери и другие командиры, в том числе Мохаммад Али Джафари, Али Фадави и Голям-Али Рашид являются членами группы, определённой «Американским институтом предпринимательства» (AEI) как Командная сеть КСИР. Согласно проекту AEI Critical Threats Project, данная группа «доминирует в высших эшелонах вооружённых сил Ирана и контролирует планирование, операции, разведку, тайные и нерегулярные военные операции, а также внутреннюю безопасность».

## Санкции
8 апреля 2019 года Соединённые Штаты объявили Корпус стражей исламской революции иностранной террористической организацией. Премьер-министр Израиля Биньямин Нетаньяху поблагодарил президента Дональда Трампа на своей странице в Twitter. «Мы считаем войска США в Западной Азии террористами, и если они сделают хоть что-нибудь, мы будем решительно противостоять им» — сказал генерал Багери.
С 21 октября 2022 года находился под санкциями стран Евросоюза и Великобритании, из-за поставок ударных дронов Shahed 136 России, на фоне нападения России на Украину. Также находился под санкциями Австралии, Швейцарии и Новой Зеландии.

## Семья
- Гасан Багери (1956—1983) — старший брат, командир Корпуса стражей исламской революции времён ирано-иракской войны. Погиб на фронте[1].
- По национальности — азербайджанец.